# هاكون الرابع
هاكون الرابع هاكونسون (بالنوردية القديمة: Hákon Hákonarson) (مارس / أبريل 1204 - 16 ديسمبر 1263)، المعروف بـ"هاكون العَجوز"، كان ملك النرويج من 1217 إلى 1263، استمر حكمه 46 عامًا، أطول ملوك النرويج حُكمًا مُنذ «هارالد الأشقر». ولد «هاكون» في حقبة الحرب الأهلية في النرويج، تحت سُلطانه تمكن من وضع حد لهذه الصراعات. في بداية حكمه، شغل الإيرل «سكول بوردسون» منصب الوصي على العرش. بصفته ملكًا لفصيل بيركباينر الشعبوي، هزم «هاكون» انتفاضة المُدعي التابع لفصيل باغلر الأرستقراطي، «سيجورد ريبونج»، في عام 1227. بعدها وضع حدًا نهائيًا لعصر الحرب الأهلية عندما قتل «سكول بوردسون» في عام 1240، بعد عام من إعلان الأخير نفسه ملكًا ضد «هاكون». بعد ذلك قام بتعيين ابنه رسميًا وصيًا مشاركًا له.
تحت حكم «هاكون»، وصلت النرويج في العصور الوسطى الى عصرها الذهبي. سمحت له سُمعته وأسطوله البحري الهائل بالحفاظ على صداقات مع كل من البابا والإمبراطور الروماني المقدس، على الرغم من أختلافاتهُم. عُرض عليه التاج الإمبراطوري من قبل البابا، والملكية الأيرلندية من قبل وفد من الاُمراء الأيرلنديين، وقيادة الأسطول الصليبي الفرنسي من قبل الملك نفسه. قام بتضخيم تأثير الثقافة الأوروبية في النرويج من خلال استيراد وترجمة الأدب الأوروبي المعاصر إلى اللغة الإسكندنافية القديمة، ومن خلال تشييد مبانٍ حجرية ضخمة على الطراز الأوروبي. بالتزامن مع ذلك، استخدم سياسة خارجية نشطة وعدوانية، وفي نهاية حكمه أضاف أيسلندا ومجتمع نورس جرينلاند إلى مملكته، تاركًا المملكة النرويجية في أوج أتساعها الإقليمي. تمكن من تأمين السيطرة النرويجية على الجُزر الواقعة قبالة السواحل الشمالية والغربية لاسكتلندا، بالإضافة إلى جزيرة مان. مرض «هاكون» وتوفي أثناء فصل الشتاء في أوركني بعد مُشاركته في الاشتباكات العسكرية مع مملكة اسكتلندا المُتوسعة.

## الخلفية والطفولة

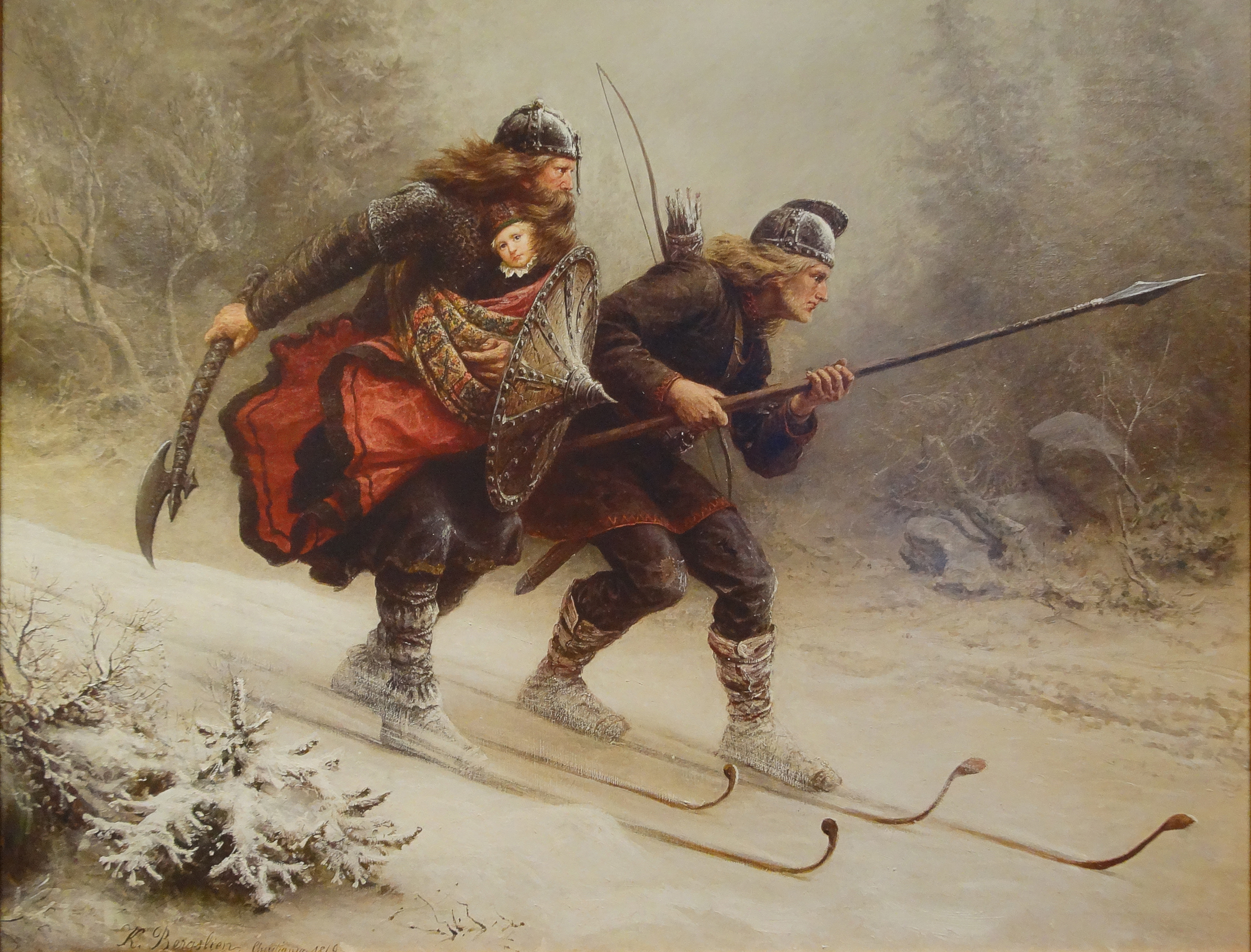
"المُتزلجين البيركباينر يعبرون الجبل مع الطفل الملكي"، بريشة «كنود بيرجسلين» 1869.

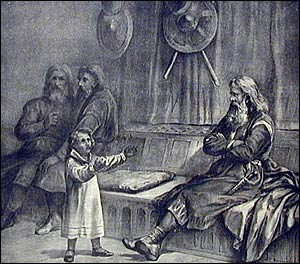
«هاكون» يرفض مُخاطبة «فيليب سيمونسون» كـ"سيده".

### صراع الخلافة

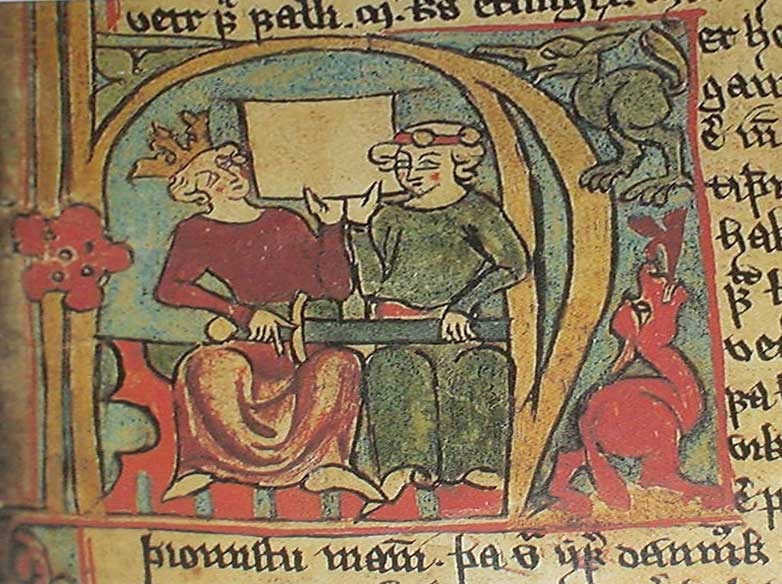
رسم توضيحي لـ«هاكون الرابع» (يسار) مع الوصي الإيرل «سكول بوردسون»، من مخطوطة تعود لعام 1380 م.

### التأثير الثقافي والإصلاحات القانونية

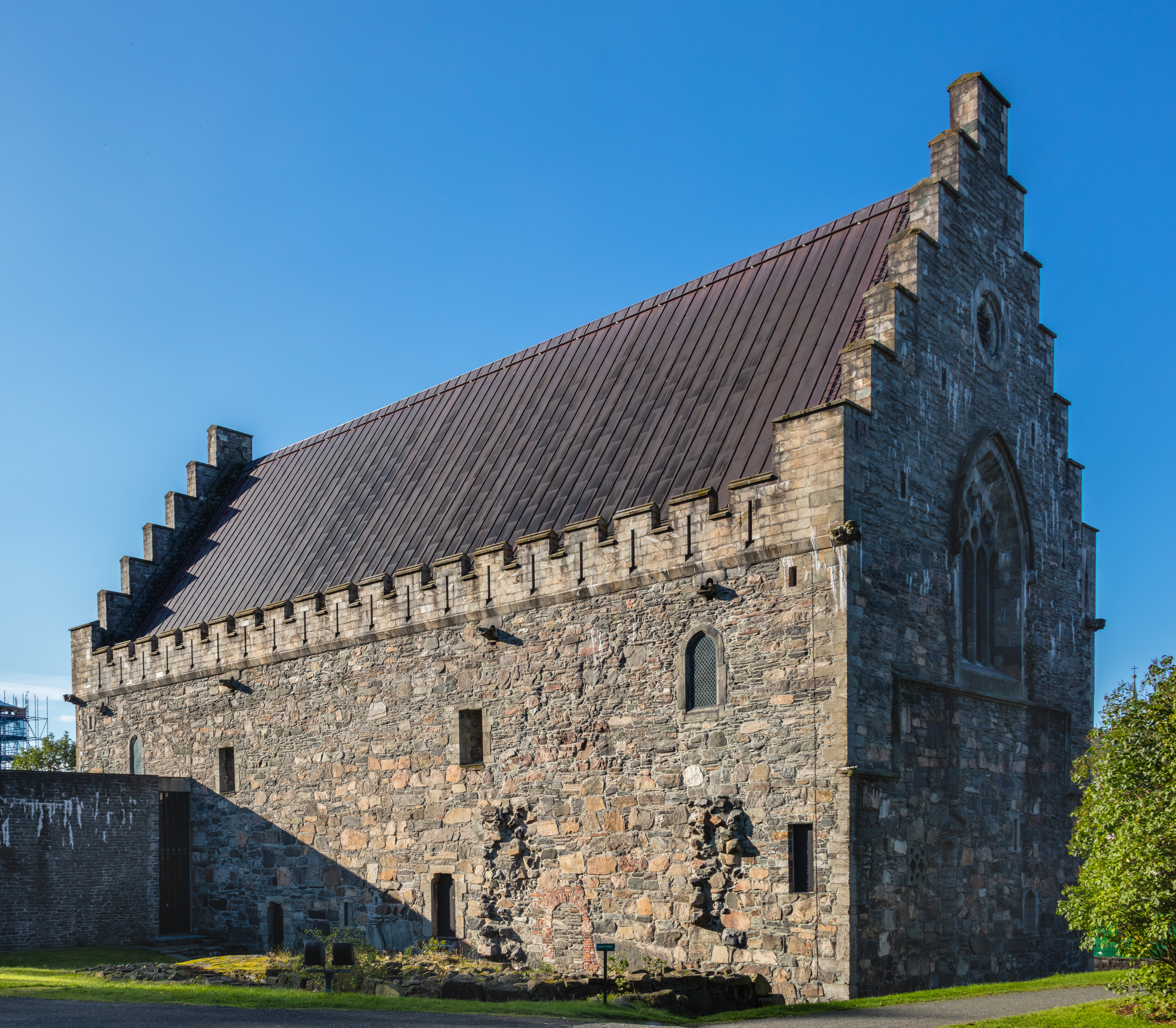
قاعة «هاكون» في بيرغن، التي شُيدت في مُنتصف القرن الثالث عشر.

## تقييم

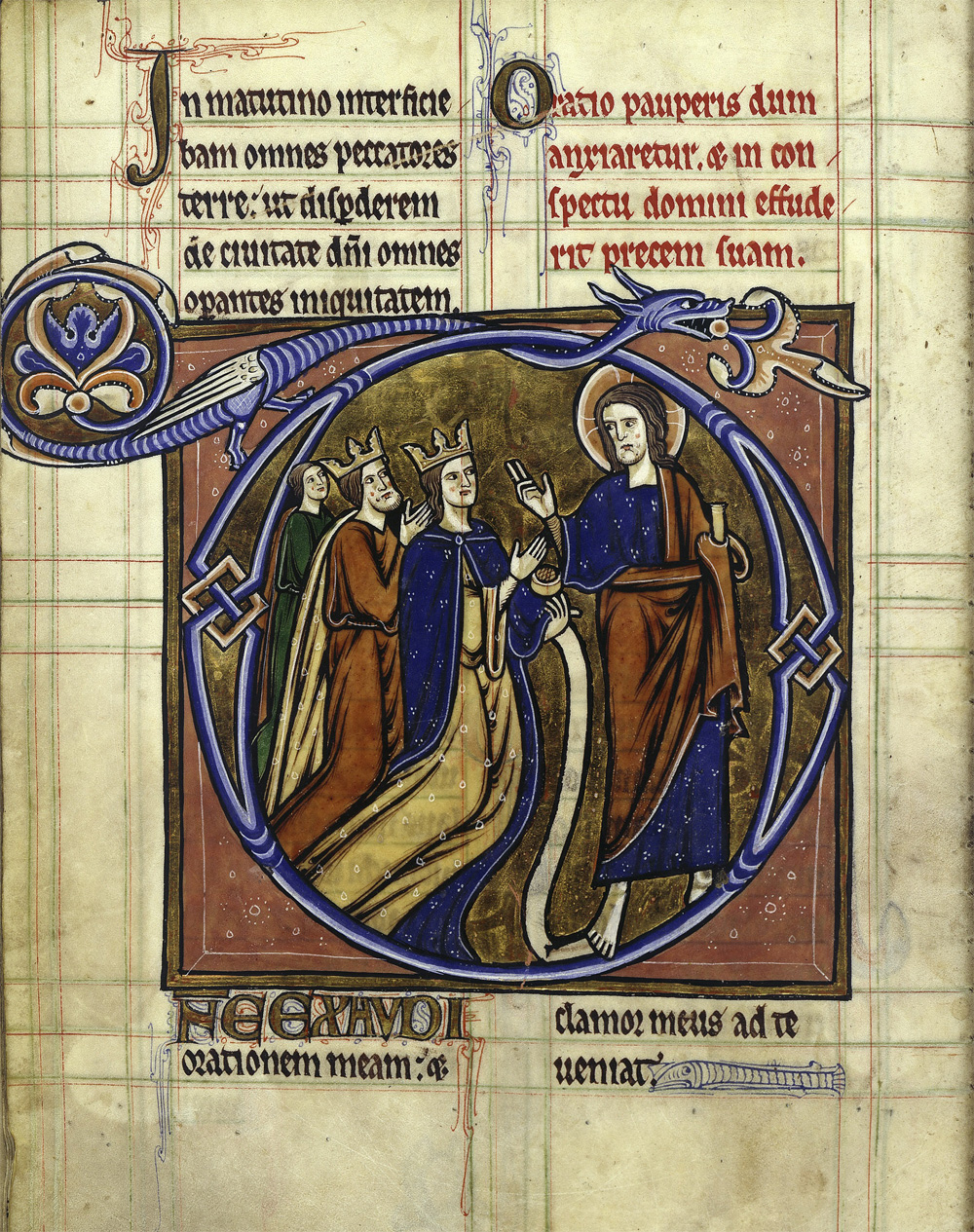
«هاكون الرابع» مع زوجته «مارغريت» وأبنه «هاكون الأصغر» كما تم تصويرهُم في مُنممة تعود الى القرن الثالث عشر.